# Sunetta bruggeni
Sunetta bruggeni is een tweekleppigensoort uit de familie van de Veneridae. De wetenschappelijke naam van de soort is voor het eerst geldig gepubliceerd in 1974 door Fischer-Piette.